# Sternohammus
Sternohammus is een kevergeslacht uit de familie van de boktorren (Cerambycidae). De wetenschappelijke naam van het geslacht werd voor het eerst geldig gepubliceerd in 1935 door Breuning.

## Soorten
Sternohammus omvat de volgende soorten:
- Sternohammus assamensis Breuning, 1966
- Sternohammus atricornis Breuning, 1935
- Sternohammus femoralis (Aurivillius, 1927)
- Sternohammus femoraloides Breuning, 1980
- Sternohammus laosensis Breuning, 1963
- Sternohammus niasensis Breuning, 1935
- Sternohammus sericeus (Breuning, 1938)
- Sternohammus strandi Breuning, 1935
- Sternohammus sumatranus Breuning, 1935
- Sternohammus yunnana Wang & Chiang, 1998